# Calistoga
Calistoga, fundada en 1886, es una ciudad ubicada en el condado de Napa en el estado estadounidense de California.

## Geografía
Calistoga se encuentra ubicada en las coordenadas 38°34′N 122°34′O / 38.567, -122.567. Según la Oficina del Censo, la ciudad tiene un área total de 6,7 km² (2,6 mi²), de la cual 6,7 km² (2,6 mi²) es tierra y 0 km² (0 mi²) (0%) es agua.

## Demografía
Según la Oficina del Censo en 2000 los ingresos medios por hogar en la localidad eran de $38,454, y los ingresos medios por familia eran $44,375. Los hombres tenían unos ingresos medios de $32,344 frente a los $29,844 para las mujeres. La renta per cápita para la localidad era de $21,134. Alrededor del 8.0% de la población estaban por debajo del umbral de pobreza.